# Louie (TV-serie, 2006)
Louie är en animerad serie för småbarn. Denna serie sänds i BBC

## Handling
Louie är en serie som bygger på den kända pekboks-serien av Yves Got.
Seriens huvudkaraktärer är den lilla kaninen Louie och hans bästa vän nyckelpigan Yoko. Louie och Yoko lär barnen att rita olika djur och föremål. När Louie och Yoko till sist färglägger teckningen de har ritat, får den liv.
I den svenska versionen görs Louies röst av Anna Isbäck och Yokos av Ester Sjögren.